# Platyceps afarensis
Platyceps afarensis là một loài rắn trong họ Rắn nước. Loài này được Schätti & Ineich mô tả khoa học đầu tiên năm 2004.